# Coppa della Federazione calcistica degli Emirati Arabi Uniti
La Coppa della Federazione calcistica degli Emirati Arabi Uniti (in arabo كأس الإتحاد الإماراتي‎?, in inglese UAE Federation Cup), è una competizione calcistica emiratina a cui prendono parte le squadre della Prima Divisione emiratina, della Seconda Divisione e Terza Divisione. 
Reintrodotta nell'agosto del 2025, in precedenza era conosciuta,  tra il 2009 ed il 2016, anche con il nome di Coppa del Vicepresidente degli Emirati Arabi Uniti (in arabo كأس نائب رئيس الدولة الإماراتي‎?, in inglese UAE Vice-President Cup), una competizione calcistica emiratina a cui prendevano parte le squadre della Lega professionistica degli Emirati Arabi Uniti e della Prima Divisione emiratina.

## Storia
Inaugurata nella stagione 1984-1985 la coppa nasceva sul modello della Coppa di Lega inglese, quindi come competizione riservata per i soli team della massima divisione nazionale. La competizione si è svolta con una certa regolarità fino alla stagione 2006-2007; quando nel 2008, il calcio negli Emirati Arabi Uniti è passato allo status professionistico, la coppa è stata soppressa e sostituita dalla Coppa di Lega emiratina.
Nel 2009, dopo due anni dalla soppressione della competizione, la Federation Cup ha rivisto la luce venendo trasformata nella coppa di lega per le squadre della Prima Divisione emiratina, assumendo la denominazione di Coppa del Vicepresidente degli Emirati Arabi Uniti, servendo anche da torneo di qualificazione per la Coppa del Presidente degli Emirati Arabi Uniti mantenendo questa impostazione fino alla definitiva soppressione della competizione avvenuta al termine della stagione 2015-2016.
Nell'estate del 2025 è stato annunciato il ritorno, dopo dieci stagioni, della UAE FA Cup a partire dalla stagione 2025-2026. Alla competizione, questa volta, prenderanno parte le squadre della Prima Divisione emiratina, della Seconda Divisione e Terza Divisione.

## Albo d'oro

### UAE Federation Cup
| Anno                      | Vincitore | Finalista     | Risultato      |
| ------------------------- | --------- | ------------- | -------------- |
| 1984-85                   | Al-Shabab | Al-Wasl       | 1-0            |
| 1985-86                   | Al-Wahda  | Al-Ain        | 4-1            |
| 1986-1987 : non disputata |           |               |                |
| 1987-88                   | Al-Nasr   | Al-Wasl       | 4-1            |
| 1988-89                   | Al-Ain    | Al-Wasl       | 1-0            |
| 1989-1992 : non disputata |           |               |                |
| 1992-93                   | Al-Wasl   | Al-Ahli Dubai | 2-0            |
| 1993-94                   | Al-Wahda  | Al-Wasl       | 3-0            |
| 1994-95                   | Al-Wahda  | Al-Wasl       | 3-0            |
| 1995-96                   | Al-Nasr   | Al-Wahda      | 3-2            |
| 1996-1999 : non disputata |           |               |                |
| 1999-00                   | Al-Nasr   | Al-Wahda      | 3-2            |
| 2000-01                   | Al-Wahda  | Al-Shabab     | 3-1            |
| 2001-02                   | Al-Nasr   | Al-Ahli Dubai | 1-0            |
| 2002-2003 : non disputata |           |               |                |
| 2004-05                   | Al-Ain    | Al-Ahli Dubai | 1-1 (10-9 dtr) |
| 2005-06                   | Al-Ain    | Al-Wahda      | 4-1            |
| 2006-07                   | Al-Jazira | Al-Ahli Dubai | 4-1            |

### UAE Vice-President Cup
| Anno                      | Vincitore  | Finalista         | Risultato           |
| ------------------------- | ---------- | ----------------- | ------------------- |
| 2009-10                   | Dubai Club | Al-Shaab          | 2-2 ( 5-3 dtr)      |
| 2010-11                   | Ajman      | Fujairah          | 2-1                 |
| 2011-12                   | Al Dhafra  | Ittihad Kalba     | 2-0                 |
| 2012-2014 : non disputata |            |                   |                     |
| 2014-15                   | Dubai Club | Dibba Al-Fujairah | 4-2                 |
| 2015-16                   | Ajman      | Ittihad Kalba     | girone all'italiana |

### UAE FA Cup
| Anno    | Campione   | Risultato | Finalista  |
| ------- | ---------- | --------- | ---------- |
| 2025-26 | da giocare |           | da giocare |

## Vittorie per squadra
| Club              | Vittorie | Finali | Anni vittorie          | Anni finali            |
| ----------------- | -------- | ------ | ---------------------- | ---------------------- |
| Al-Nasr           | 4        | 0      | 1988, 1996, 2000, 2002 | –                      |
| Al-Wahda          | 4        | 2      | 1986, 1994, 1995, 2001 | 2000, 2006             |
| Al-Ain            | 3        | 2      | 1989, 2005, 2006       | 1986, 1994             |
| Al-Wasl           | 1        | 4      | 1993                   | 1985, 1988, 1989, 1995 |
| Ajman             | 2        | 0      | 2011, 2016             | –                      |
| Dubai Club        | 2        | 0      | 2010, 2015             | –                      |
| Al-Shabab         | 1        | 1      | 1985                   | 2001                   |
| Al Dhafra         | 1        | 0      | 2012                   | –                      |
| Al-Jazira         | 1        | 0      | 2007                   | –                      |
| Al-Ahli Dubai     | 0        | 4      | –                      | 1993, 2002, 2005, 2007 |
| Ittihad Kalba     | 0        | 2      | –                      | 2012, 2016             |
| Dibba Al-Fujairah | 0        | 1      | –                      | 2015                   |
| Fujairah          | 0        | 1      | –                      | 2011                   |
| Al-Shaab          | 0        | 1      | –                      | 2010                   |